# Timoclea
Timoclea (in greco antico Τιμόκλεια) (Tebe, ... – ...; fl. IV secolo a.C.) era la sorella di Teagene (di Beozia), comandante del Battaglione sacro che morì nel 338 a.C. combattendo nella Battaglia di Cheronea.

## Biografia
Ella divenne famosa per aver ucciso un comandante trace che militava nell'esercito di Alessandro Magno durante la battaglia di Tebe (335 a.C.). Ella fu violentata da questo comandante e dopo la violenza le fu chiesto dal medesimo se conoscesse un posto ove fossero nascosti denari od oggetti di valore. Timoclea rispose di sì e condusse il comandante ad un pozzo asciutto dicendogli che al fondo del medesimo si trovava un vero e proprio tesoro. Allorché il comandante si sporse sull'orlo del pozzo per guardarvi dentro, Timoclea lo spinse dentro, buttandogli poi sopra sassi fino a che questi non morì. Portata dinnanzi ad Alessandro con l'accusa di aver ucciso il comandante, la descrizione dell'atto con cui la donna si era vendicata della violenza subita impressionò talmente Alessandro per il coraggio e la volontà dimostrata dalla donna che fece grazia della vita a lei ed ai suoi figli.

## Timoclea nell'arte
Temoclea fu ispiratrice di numerose opere d'arte pittorica:
- Timoclea portata dinnanzi ad Alessandro, affresco del Primaticcio nella camera da letto della duchessa d'Étampes, favorita di Francesco I, nel Castello di Fontainebleau.
- Timoclea viene portata dinnanzi ad Alessandro Magno. Dipinto del Domenichino risalente al 1615 e conservato nel Museo del Louvre a Parigi.
- Timoclea uccide il capitano di Alessandro Magno. Dipinto di Elisabetta Sirani del 1659, conservato a Napoli nel Museo nazionale di Capodimonte.
- Alessandro e Timoclea, olio su tela di Jean-Charles Nicaise Perrin del 1782, conservato a Tolosa presso il Musée des Augustins.
- Timoclea uccide il comandante, incisione di Matthäus Merian (1629-1630) per illustrare un testo.
- I soldati portano Timoclea nuda dinnanzi ad Alessandro Magno, acquaforte ovale di Léon Davent dal Primaticcio (1541/1545), conservata al British Museum.

### Galleria d'immagini

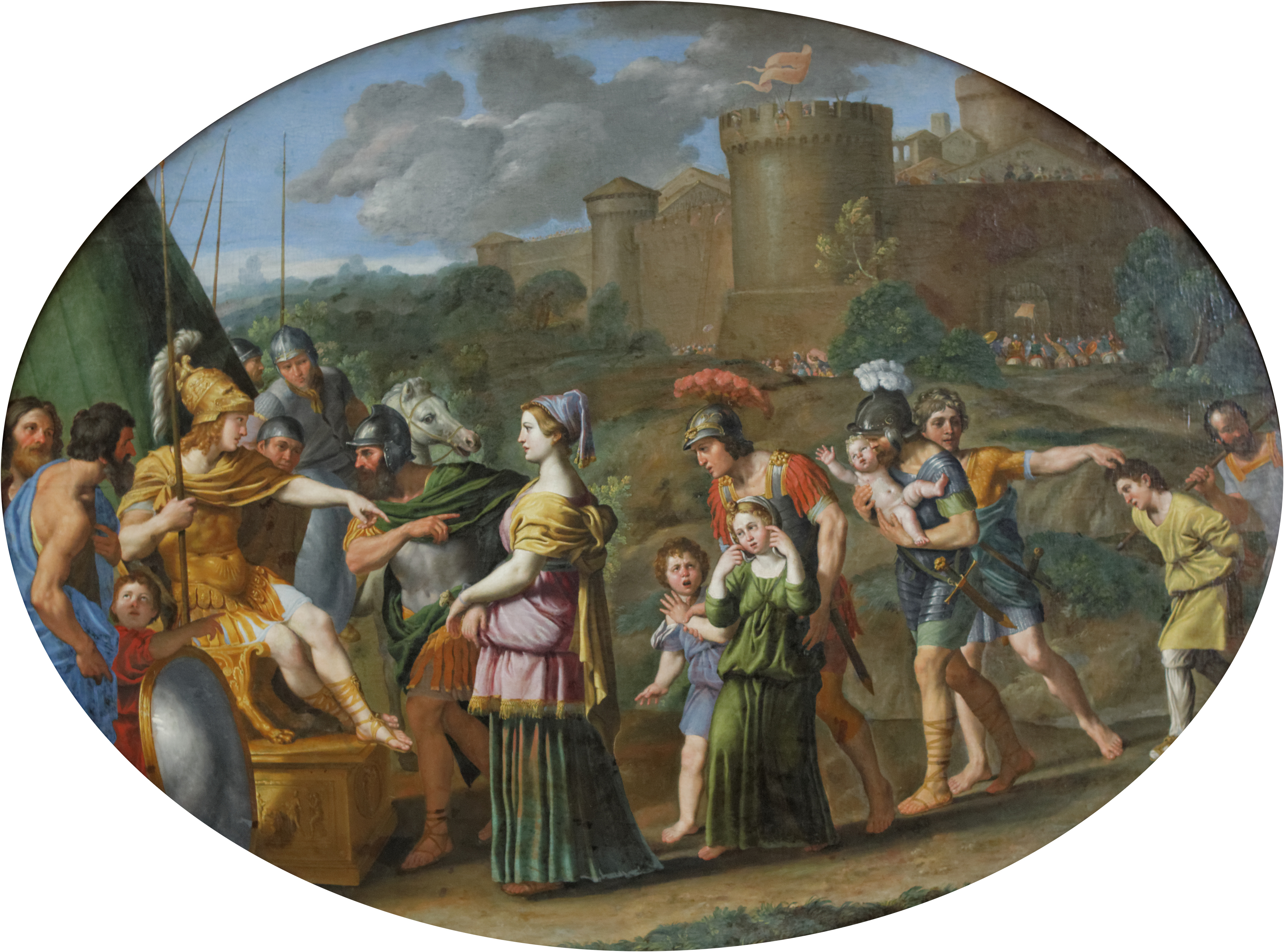
Domenichino: Timoclea viene portata dinnanzi ad Alessandro Magno.
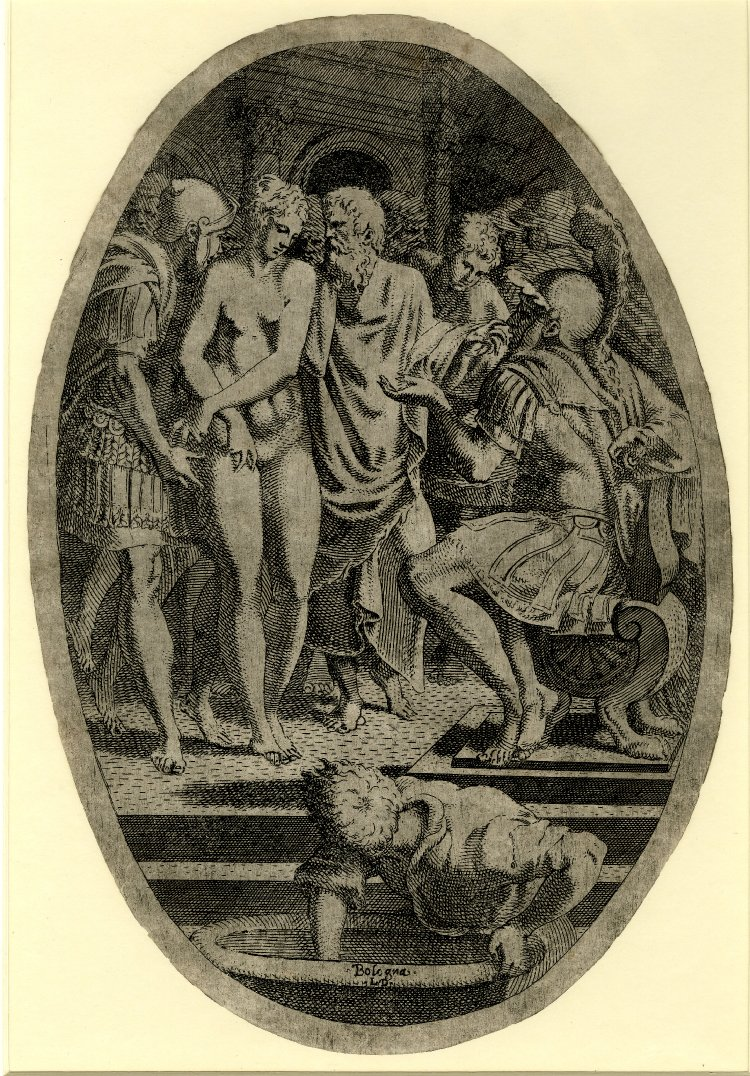
Léon Davent, Timoclea nuda dinnanzi ad Alessandro Magno, acquaforte.
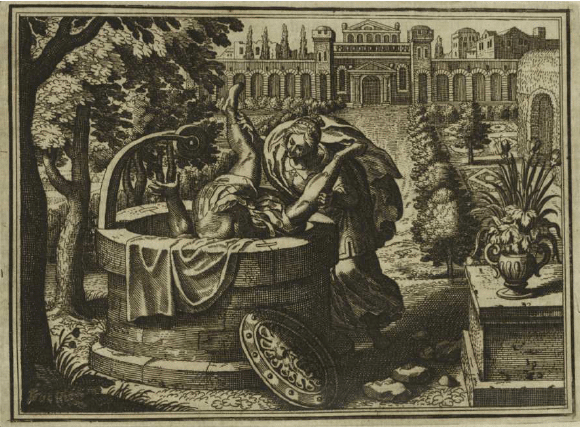
Timoclea uccide il comandante, incisione di Matthäus Merian.
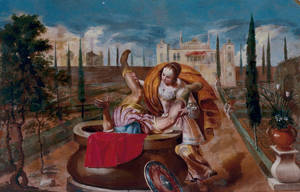
Adattamento della stampa di Merian per il grande schema barocco del Castello Eggenberg a Graz.
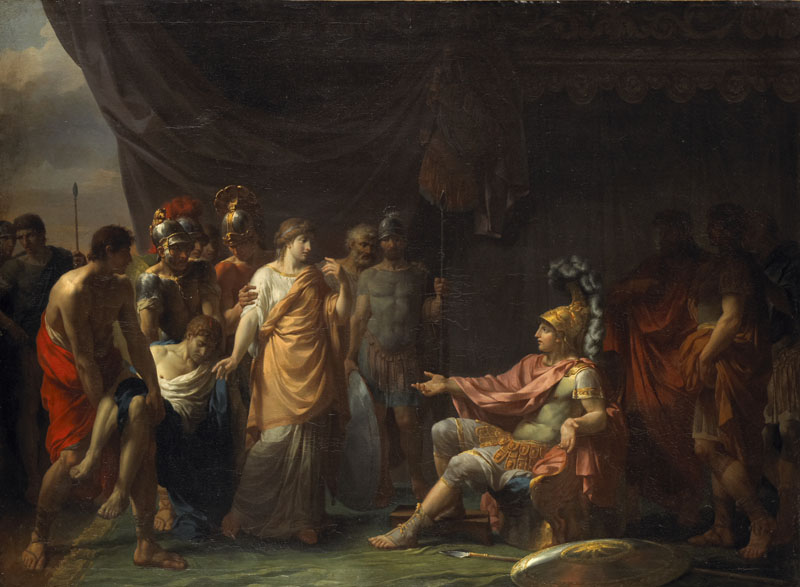
Alessandro e Timoclea, olio su tela di Jean-Charles Nicaise Perrin.

## Fonti
- Plutarco, Alessandro, 12;
- Plutarco, Mulierum virtutes, 24 (= Moralia 259d–260d);
- Polieno, Strategemata, 8,40;
- Zonara, 4,185 b.